# Spinomantis nussbaumi
Espèce
Spinomantis nussbaumi est une espèce d'amphibiens de la famille des Mantellidae.

## Répartition
Cette espèce est endémique de Madagascar. Elle se rencontre entre 1 580 et 1 650 m d'altitude dans le massif de Tsaratanana, dans la province de Majunga.

## Description
Les 5 spécimens mâles adultes observés lors de la description originale mesurent entre 47,5 mm et 56,4 mm de longueur standard.

## Étymologie
Son nom d'espèce, nussbaumi, lui a été donné en référence à Ronald Archie Nussbaum, herpétologiste américain, pour sa grande contribution à la connaissance de la faune herpétologique malgache.

## Publication originale
- Cramer, Rabibisoa & Raxworthy, 2008 : Descriptions of two new Spinomantis frogs from Madagascar (Amphibia: Mantellidae), and new morphological data for S. brunae and S. massorum. American Museum Novitates, no 3618, p. 1-22 (texte intégral).